# قرار مجلس الأمن التابع للأمم المتحدة رقم 1356
قرار مجلس الأمن التابع للأمم المتحدة رقم 1356، المتخذ بالإجماع في 19 حزيران / يونيو 2001، بعد إعادة تأكيد القرارين 733 (1992) و751 (1992) بشأن الحالة في الصومال، أعفى المجلس المعدات العسكرية غير الفتاكة من حظر توريد الأسلحة إلى البلد.
وأعرب مجلس الأمن عن رغبته في إحلال السلام والأمن في الصومال وأشاد بجهود منظمات الإغاثة الإنسانية والأمم المتحدة في البلاد.
ودعا المجلس، عملا بالفصل السابع من ميثاق الأمم المتحدة، جميع البلدان إلى الامتثال للقيود المفروضة على الصومال. وقرر أن الملابس الواقية مثل السترات الواقية من الرصاص والخوذات العسكرية التي يستخدمها موظفو الأمم المتحدة أو العاملون في المجال الإنساني أو وسائل الإعلام ستُعفى من العقوبات بالإضافة إلى المعدات العسكرية غير الفتاكة التي وافقت عليها اللجنة المنشأة بموجب القرار 751.

## روابط خارجية
- نص القرار في undocs.org